# トヨニ岳
トヨニ岳（トヨニだけ）は、北海道の浦河郡浦河町と広尾郡大樹町と広尾郡広尾町の2町にまたがる標高1,493mの山である。

## 概要
日高山脈を構成する南日高の山で、北北西1km程のところにはトヨニ岳より高いトヨニ岳北峰（1,529m）が聳えている。
山名はトヨニ岳東側を流れる豊似川に由来し、アイヌ語で「トヨイ（toy-o-i：食用粘土のある川）」を意味しそれが変化したものとされる。日高山脈のさらに南側、えりも町には同音の豊似岳があり、漢字表記とカタカナ表記で区別される。

## 登山
登山道はないため残雪期に登られることが多い。トヨニ岳のみで登る人は少なく、北峰も登山行程に含められることが多い。主なルートは野塚トンネルの北側からスタートし、トンネル入り口西側の尾根または沢を登って日高山脈主稜線へ至り、そこから稜線を歩いてトヨニ岳・トヨニ岳北峰へ至る。このルートは、ピリカヌプリへ登る際にも使われるため通る人は少なくない。